# 朝暉橋駅
朝暉橋駅（ちょうききょうえき、中国語：朝晖桥站、英語：Zhaohuiqiao Station）は河北省石家荘市長安区にある石家荘地下鉄1号線の駅。2017年6月26日に、1号線の開業とともに供用開始された。

## 位置
朝暉橋駅は石家荘市長安区の中山東路と東二環南・北路の交差点にある。

## 駅構造
島式ホーム1面2線の地下駅。
| 地上     | 出入口     | A、B、C、D出入口                   |
| 地下一階 | 駅ロビー   | 切符売り場                         |
| 地下二階 | 線路       | ■1号線 西王方面 （次の駅：談固駅） |
| 地下二階 | 島式ホーム |                                    |
| 地下二階 | 線路       | ■1号線 福沢方面 （次の駅：白仏駅） |

## 出入口
出入口は4つ使用されている。
| 出入口番号 | 出入口がある場所、その周辺                             |
| ---------- | ------------------------------------------------------ |
| 出口 · A   | 中山東路（北側）、東二環北路（東側）、錦城             |
| 出口 · B   | 中山東路（南側）、東二環南路（東側）、石家荘市芸術学校 |
| 出口 · C   | 中山東路（南側）、東二環南路（西側）                   |
| 出口 · D   | 中山東路（北側）、東二環北路（西側）、北国商城益中百貨 |

## 隣の駅
石家荘地下鉄
■1号線
談固駅 - 朝暉橋駅 - 白仏駅